# Lucenay-lès-Aix
 Lucenay-lès-Aix  es una población y comuna francesa, situada en la región de Borgoña, departamento de Nièvre, en el distrito de Nevers y cantón de Dornes.

## Demografía
| 1628 | 1554 | 1419 | 1218 | 1139 | 1048 |
| Para los censos de 1962 a 1999 la población legal corresponde a la población sin duplicidades (Fuente: INSEE [Consultar]) |      |      |      |      |      |